# Anigraea albomaculata
Anigraea albomaculata är en fjärilsart som beskrevs av George Francis Hampson 1894. Anigraea albomaculata ingår i släktet Anigraea och familjen nattflyn. Inga underarter finns listade i Catalogue of Life.